# سیلوان هفتی
سیلوان هفتی (انگلیسی: Silvan Hefti؛ زادهٔ ۲۵ اکتبر ۱۹۹۷) بازیکن فوتبال اهل سوئیس است.
از باشگاه‌هایی که در آن بازی کرده‌است می‌توان به باشگاه فوتبال سنت گالن اشاره کرد.
وی همچنین در تیم‌های ملی فوتبال زیر ۱۹ سال، زیر ۲۰ سال و زیر ۲۱ سال سوئیس بازی کرده‌است.